# Celaetycheus
Celaetycheus es un género de arañas araneomorfas de la familia Ctenidae. Se encuentra en Brasil.

## Lista de especies
Según The World Spider Catalog 12.0:
- Celaetycheus flavostriatus Simon, 1897
- Celaetycheus modestus Bryant, 1942